# サッカーバレアレス諸島代表
サッカーバレアレス諸島代表（サッカーバレアレスしょとうだいひょう、英: Balearic Islands autonomous football team）は、スペイン・バレアレス諸島におけるサッカーの選抜チーム。スペインサッカー連盟によって結成されたスペインの一地方の選抜チームであり、欧州サッカー連盟(UEFA)や国際サッカー連盟(FIFA)に加盟していないため、UEFA欧州選手権やFIFAワールドカップなどの国際大会への出場資格はない。
2001年よりUEFAリージョンズカップに参戦しているが、国際マッチは2002年12月28日にマルタと戦って0-2で敗れたのが唯一である。2008年12月に赤道ギニアとの試合が組まれていたが、最終的に中止となった。

## 親善試合の結果
| 日付           | 場所                 | ホーム         | アウェー | スコア |
| -------------- | -------------------- | -------------- | -------- | ------ |
| 2002年12月28日 | パルマ・デ・マヨルカ | バレアレス諸島 | マルタ   | 0–2    |

## 選手
2002年12月28日、マルタ戦招集メンバー
- Miquel Garró i Gomila（RCDマヨルカ）
- ミゲル・アンヘル・ナダル（RCDマヨルカ）
- Marcos Martín de la Fuente（RCDマヨルカ）
- アルベルト・リエラ（RCDマヨルカ）
- Iván Ramis Barrios（RCDマヨルカ）
- Francisco Soler Atencia（RCDマヨルカ）
- Julián Robles（RCDマヨルカ）
- Moyá（RCDマヨルカ）
- Oscar Montiel（アルバセテ・バロンピエ）
- Buades（アルバセテ・バロンピエ）
- José Luis Rondo（エルチェCF）
- Juanmi Gelabert（セビージャFC）
- Josemi（エルクレスCF）
- Toni Prats（エルクレスCF）…故障により出場できなかった。
- José Luis Martí（CDテネリフェ）
- ラファエル・サストレ（スポルティング・デ・ヒホン）
- Xisco Muñoz（レクレアティーボ・ウェルバ）
- Dani Rado（バレンシアCF・メスタージャ）
- Julián Marcos（UDイビサ＝エイビッサ）
- Ramón（SCR Peña Deportiva）
- Dani Marqués（Ciutadella）
- Joan Melià（CF Sporting Mahonés）